# Варшавская, Валерия Игоревна
Валерия Игоревна Варшавская (14 мая 1916 года, Ростов-на-Дону — 12 октября 1996 года, Ростов-на-Дону) — пианистка, педагог.

## Биография

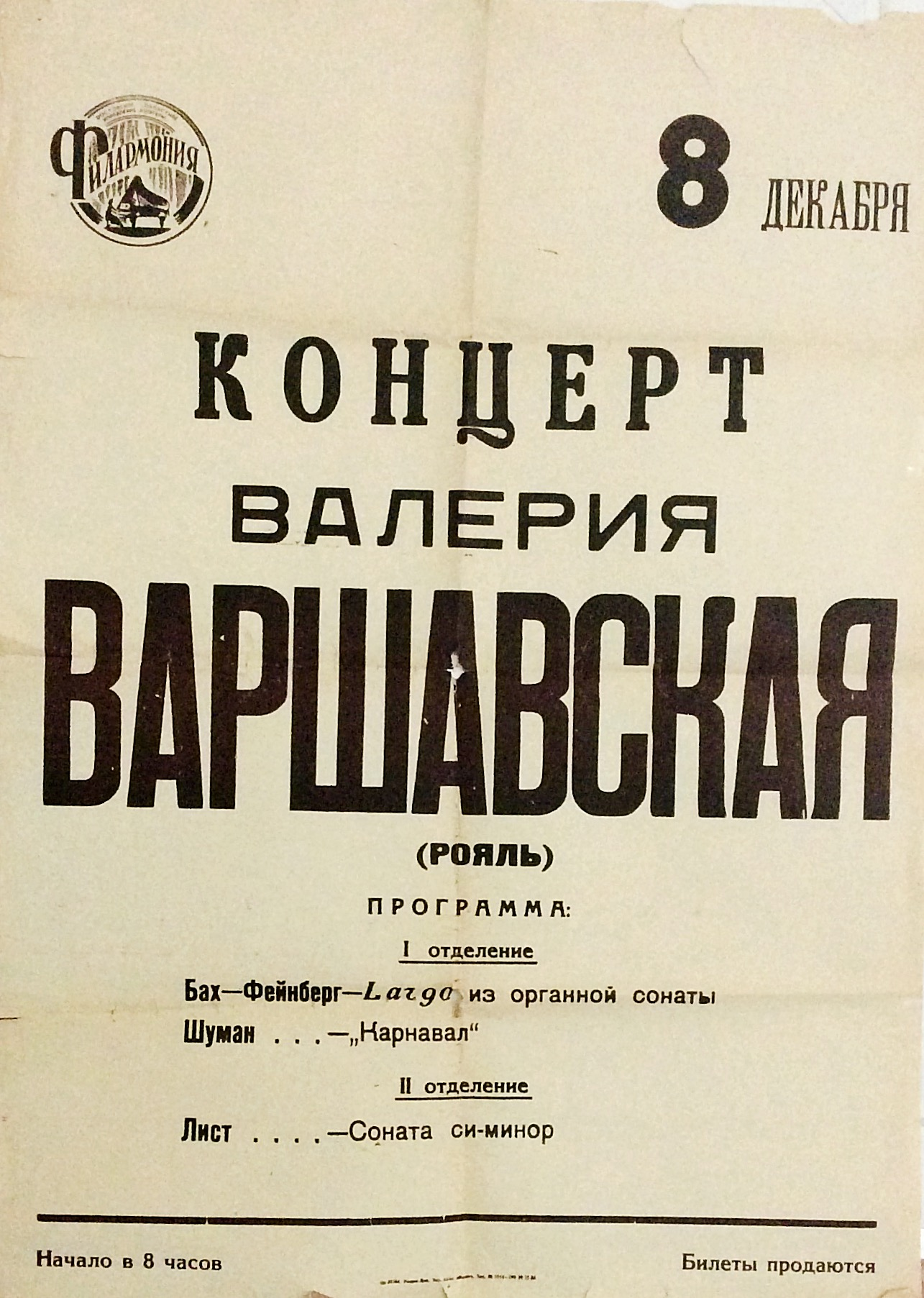

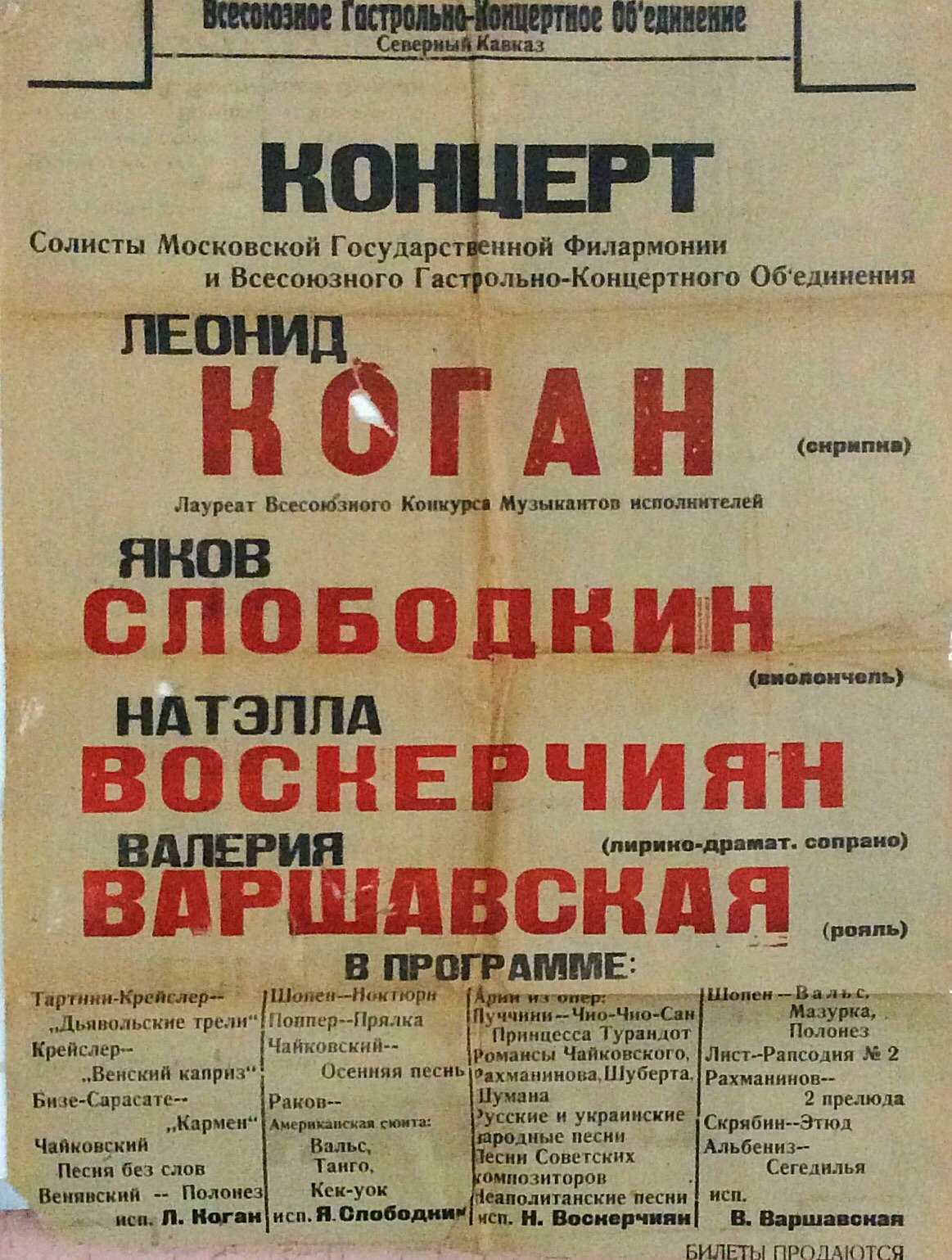

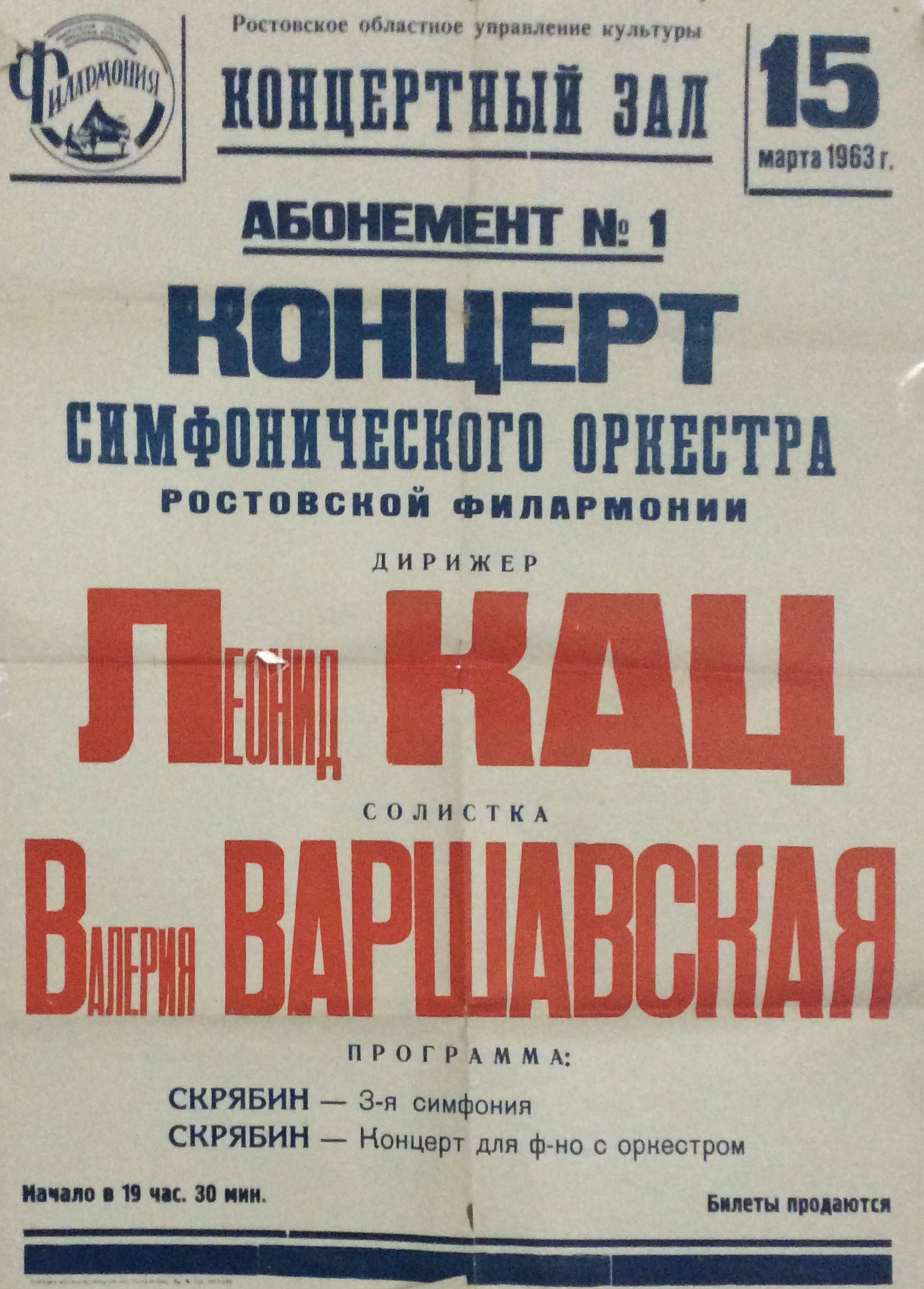

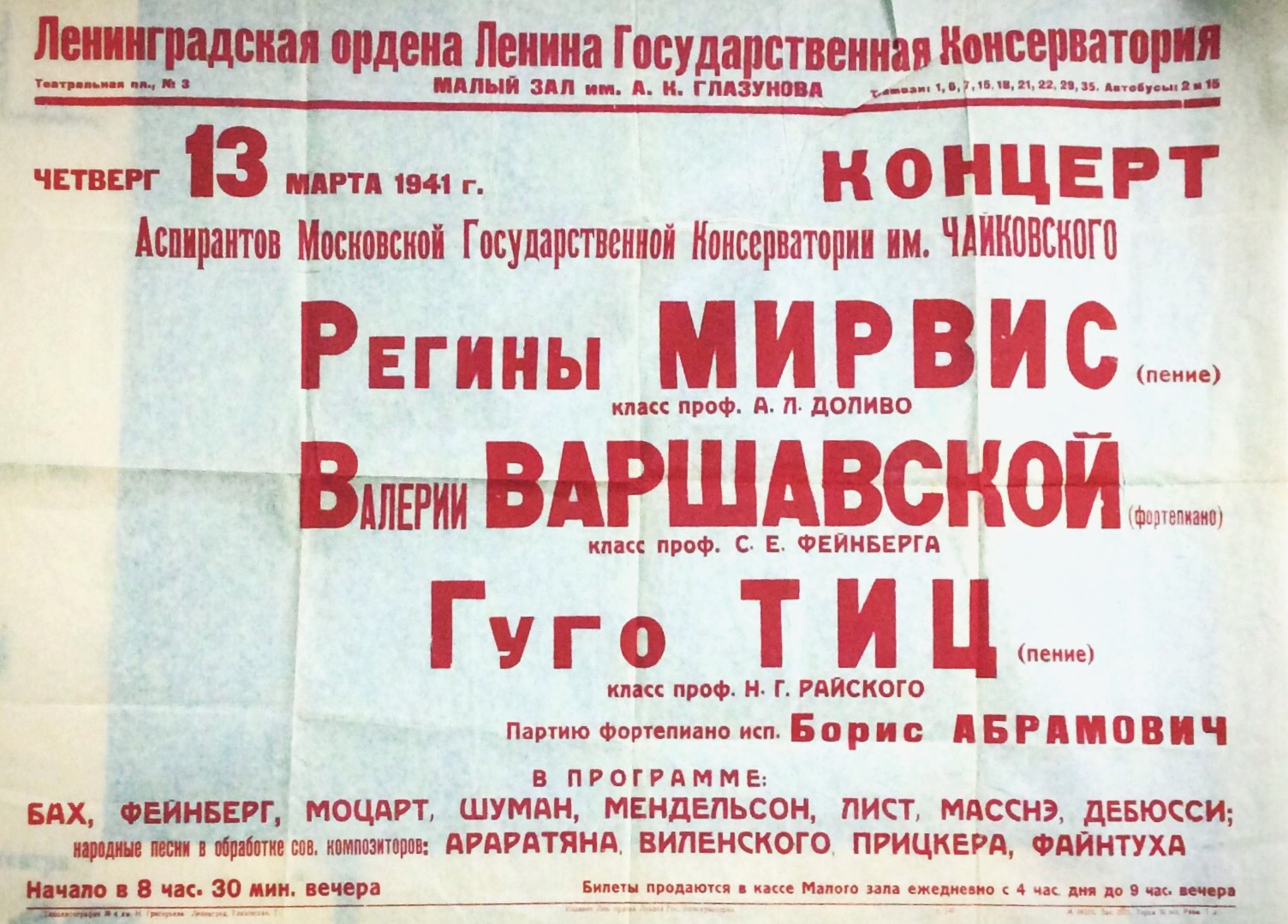

Валерия Игоревна Варшавская родилась 14 мая 1916 года в Ростове-на-Дону.
Начала учиться музыке в 9 лет, окончила детскую музыкальную школу им. М. М. Ипполитова-Иванова (класс В. П. Португаловой).
В 1932 году поступила в Музыкальный техникум имени А. В. Луначарского (с 1936 года Ростовское музыкальный училище) в класс В. В. Шауба (в это время в классе Шауба учился Е. М. Тимакин).
В 1935—1940 годах обучалась в Московской Консерватории у выдающегося советского педагога С. Е. Фейнберга. Активно концертировала, выступала с оркестром Московской филармонии, исполняла сольные программы. В 1940—1943 годах являлась солисткой Всесоюзного гастрольного объединения.
С 1943 года преподавала в Ростовском музыкальном училище (с 1963 года Ростовское училище искусств). Начиная с 1946 года совмещала педагогическую работу в училище и исполнительскую деятельность во Всесоюзном концертно-гастрольном объединении «Северный Кавказ». С 1967 по 1976 год преподавала также в Ростовской государственной консерватории имени С. В. Рахманинова.

## Педагогическая деятельность
Воспитанниками Валерии Игоревны Варшавской в Ростовской консерватории и Ростовском училище искусств были доктор искусствоведения В. Брянцева, профессор Московской консерватории Людмила Рощина, концертмейстер Большого театра М. Карандашева, Михаил Саямов, Татьяна Евтодьева, Олег Волков, Валерия Ресьян и другие.

## Исполнительское творчество
Репертуар Варшавской включал в себя большое количество произведений композиторов-романтиков: Ф. Листа, Ф. Шопена, Р. Шумана. Концерты А. Скрябина, Н. Римского-Корсакова и С. Рахманинова. Также в репертуаре Варшавской присутствовали произведения И. С. Баха, транскрипции и обработки произведений Баха, созданные С. Е. Фейнбергом.

## Память
В Ростове-на-Дону ежегодно проводится конкурс юных пианистов имени В. И. Варшавской.